# Hallonympha eudocia
Hallonympha eudocia is een vlindersoort uit de familie van de prachtvlinders (Riodinidae), onderfamilie Riodininae.
Hallonympha eudocia werd in 1897 beschreven door Godman & Salvin.